# アセトキシム
アセトキシム(Acetoxime)またはアセトンオキシム(Acetone oxime)は、化学式(CH3)2CNOHの有機化合物である。ケトキシムの最も単純な例である。白色結晶固体で、水、エタノール、エーテル、ベンジンに可溶である。有機合成の試薬として用いられる。
1882年にドイツ人化学者ヴィクトル・マイヤーとスイス人の教え子アロイス・ジェニーにより、初めて合成され、命名された。

## 合成
アセトキシムは、塩酸中でアセトンとヒドロキシルアミンを縮合させることで合成される。
(CH3)2CO  +  H2NOH   →   (CH3)2CNOH  +  H2O
また、過酸化水素中でアセトンをアンモ酸化することでも合成される。

## 利用
アセトキシムは、一般的に使われるヒドラジンと比べ、毒性が低く安定性が高い、優れた腐食防止剤である。ケトンやコバルトの検出、有機合成にも用いられる。